# Hermann Fasold
Heinrich Gustav Hermann Fasold (* 23. September 1813 in Ebersdorf; † 9. Februar 1880 in Gera) war ein deutscher Pfarrer und Politiker.

## Leben
Fasold war der Sohn des fürstlich reußischen Rentamtsverwalters in Ebersdorf Johann Carl Fasold und dessen Ehefrau Ludwiga geborene Ambrosius. Fasold, der evangelisch-lutherischer Konfession war, heiratete am 10. Mai 1859 in Hirschberg Therese Henriette Weilhelmine Müller (* 28. Juni 1829 in Hirschberg; † 25. April 1903 in Gera), die Tochter des Advokaten und Stadtrichters Louis Wilhelm Müller in Hirschberg.
Fasold besuchte das Rutheneum und studierte dann von April 1834 bis 1837 Theologie in Jena. Während seines Studiums wurde er 1834 Mitglied der Jenaischen Burschenschaft. Am 17. Juli 1837 legte er in Gera das „Examen pro Candidatura“ ab und war ab 1838 für 18 Monate Lehrer in St. Gangloff. Danach war er 1840 bis 1843 Informator im Haus des Barons von Schmertzing in Klosterlausnitz. Ab März 1843 war er Katechet in Hirschberg und übte zugleich den Pfarrdienst und das Predigeramt in Ullersreuth aus. Nachdem er am 24. August 1846 das „Examen pro munoro“ in Gera bestanden hatte, wurde er am 26. August 1846 dort ordiniert. Ab 1846 war er auch als Kollaborator in Lobenstein tätig. 1843 hatte er die Bürgerrechte in Hirschberg erworben und wurde dort nach der Märzrevolution am 10. November 1849 Bürgermeister.
Vom 2. Oktober 1848 bis zum 21. Dezember 1849, vom 10. bis 29. November 1851 und vom 12. Februar 1852 bis 1857 war er auch Mitglied im Landtag Reuß jüngerer Linie. Vom 27. August bis 21. Dezember 1849 und vom 21. Februar bis zum 20. Juni 1856 war er Vizepräsident und vom 10. November bis 29. November 1851 Präsident des Landtags.
Oktober/November 1851 wurde er wegen „Aufreizung zum Hochverrat“ angeklagt und zu drei Monaten Haft verurteilt. Auf Antrag von Fasold wurde er von Fürst Heinrich XVII unter Auflagen begnadigt.
Spätestens 1859 war er Buchhalter im „Wechsel-Geschäft Eduard Glaß“ in Gera, wo er seit dem 12. Oktober 1875 Bürgerrechte hatte. 1877 wurde er zum fürstlichen Standesbeamten ernannt.